# Кравник жовтий
Кравник жовтий, ортанта жовта (Odontites luteus) — вид трав'янистих рослин родини вовчкові (Orobanchaceae), поширений у Європі крім півночі, на заході Азії.

## Опис
Однорічна рослина 20–45 см заввишки. Рослина розсіяно коротко запушена. Листки лінійно-ланцетні або лінійні. Квітки у верхівкових довгих колосоподібних суцвіттях на коротких ніжках. Віночок 5–6 мм довжиною, золотисто-жовтий, зовні коротко запушений, з трубкою, що не виступає з чашечки. Коробочка яйцювата.
період цвітіння: липень — вересень.

## Поширення
Поширений у Європі крім півночі, на заході Азії (Казахстан, Туреччина, Ліван, Сирія).
В Україні вид зростає у степах, на схилах, відслоненнях, рідко на пісках, у лісах — у Лісостепу, Степу та Криму, зазвичай; на півдні Полісся (м. Остер) і в Розточчі (Тернопільська обл., м. Кременець), рідко.